# ترافيس براون
ترافيس براون (بالإنجليزية: Travis Browne)‏ (17 يوليو 1982 بأواهو في الولايات المتحدة - ) هو فنان قتال مختلط وملاكم أمريكي.

## روابط خارجية
- ترافيس براون على موقع IMDb (الإنجليزية)
- ترافيس براون على موقع قاعدة بيانات الفيلم (الإنجليزية)
- ترافيس براون على موقع يو إف سي (الإنجليزية)
- ترافيس براون على موقع بيلاتور (الإنجليزية)
- ترافيس براون على موقع شيردوغ (الإنجليزية)
- ترافيس براون على موقع Tapology.com (الإنجليزية)